# Epocalisse: Capalogia da ?! al caos
Epocalisse: Capalogia da ?! al caos è la prima raccolta del rapper italiano Caparezza, pubblicata nel 2011 dalla EMI.

## Descrizione
Uscito in contemporanea al quinto album in studio Il sogno eretico, si tratta di una raccolta di tutti i singoli estratti dai vari album pubblicati da Caparezza con l'aggiunta del brano Epocalisse (presente in Habemus Capa).

## Tracce
1. Fuori dal tunnel – 3:31 – versione radiofonica
2. Vieni a ballare in Puglia – 3:44
3. Tutto ciò che c'è – 3:01 – versione radiofonica
4. Il secondo secondo me – 4:15
5. Io diventerò qualcuno – 3:39
6. Torna Catalessi – 3:59
7. Follie preferenziali – 4:13
8. La fitta sassaiola dell'ingiuria – 3:26 – versione radiofonica
9. Abiura di me – 4:13
10. Vengo dalla Luna – 4:16
11. Dalla parte del toro – 3:59
12. La gente originale – 3:50
13. Cacca nello spazio – 4:14
14. La mia parte intollerante – 4:24
15. Giuda me – 3:29
16. Chi c*zzo me lo fa fare – 4:02
17. The Auditels Family – 4:09
18. Eroe (storia di Luigi delle Bicocche) – 3:42
19. Jodellavitanonhocapitouncazzo – 4:08
20. Epocalisse – 3:57

## Formazione
- Caparezza – voce; triton, MPC, rhodes, wurlitzer, hi-hat, pianoforte giocattolo e kaoss pad (tracce 1, 4, 7, 10, 15 e 19)

Altri musicisti
- Alfredo Ferrero – chitarra, banjo (tracce 2, 5, 9, 13 e 18)
- Rino Corrieri – rullante (traccia 1), batteria (eccetto tracce 1, 3, 4, 8, 12, 15, 16 e 19)
- Pasquale Turturro – tromba (traccia 1)
- Rino Colamaria – trombone (traccia 1)
- Giovanni Testini – sassofono baritono (traccia 1)
- Al Bano – voce aggiuntiva (traccia 2)
- Gaetano Camporeale – tastiera e fisarmonica (tracce 2, 5, 6, 9, 11, 13, 14, 17 e 18)
- Cantori Nesi – cori (tracce 2, 5, 9, 13 e 18)
- Giovanni Astorino – violoncello (tracce 2, 4, 5, 9, 13 e 18), basso (eccetto tracce 1, 3, 4, 8, 12, 15, 16 e 19)
- Diego Perrone – voce aggiuntiva (tracce 9 e 10)
- Gennaro Cosmo Parlato – voce aggiuntiva (traccia 14)
- Carlo Ubaldo Rossi – arpa (traccia 15)
- Saverio Squeo – tromba (traccia 18)
- Kojay Gutzemberg – jodel (traccia 19)